# Рутвілл (Північна Дакота)
Рутвілл (англ. Ruthville) — переписна місцевість (CDP) в США, в окрузі Ворд штату Північна Дакота. Населення — 151 особа (2020).

## Географія
Рутвілл розташований за координатами 48°22′15″ пн. ш. 101°18′1″ зх. д. / 48.37083° пн. ш. 101.30028° зх. д. (48.370813, -101.300235).  За даними Бюро перепису населення США в 2010 році переписна місцевість мала площу 0,40 км², уся площа — суходіл.

## Демографія
Згідно з переписом 2010 року, у переписній місцевості мешкала 191 особа в 97 домогосподарствах у складі 45 родин. Густота населення становила 483 особи/км².  Було 114 помешкання (289/км²).
Расовий склад населення:
| - 84,3 % — білих - 8,9 % — корінних американців - 1,0 % — азіатів - 0,5 % — вихідців з тихоокеанських островів - 0,5 % — чорних або афроамериканців |

До двох чи більше рас належало 4,2 %. Частка іспаномовних становила 3,1 % від усіх жителів.
За віковим діапазоном населення розподілялося таким чином: 19,4 % — особи молодші 18 років, 72,7 % — особи у віці 18—64 років, 7,9 % — особи у віці 65 років та старші. Медіана віку мешканця становила 32,8 року. На 100 осіб жіночої статі у переписній місцевості припадало 124,7 чоловіків;  на 100 жінок у віці від 18 років та старших — 113,9 чоловіків також старших 18 років.
Середній дохід на одне домашнє господарство  становив 51 630 доларів США (медіана — 33 295), а середній дохід на одну сім'ю — 37 454 долари (медіана — 21 719). Медіана доходів становила 36 573 долари для чоловіків та 23 250 доларів для жінок. За межею бідності перебувало 37,3 % осіб, у тому числі 91,4 % дітей у віці до 18 років та 0,0 % осіб у віці 65 років та старших.
Цивільне працевлаштоване населення становило 80 осіб. Основні галузі зайнятості: сільське господарство, лісництво, риболовля — 13,8 %, роздрібна торгівля — 8,8 %, освіта, охорона здоров'я та соціальна допомога — 8,8 %.